# 1973 (canción)
«1973» es una canción de James Blunt, la primera publicada del álbum All the Lost Souls. 
"1973" debutó en la cuarta posición en los UK Singles Chart, siendo esta su tercera canción que entra en los top 10 y la quinta que debuta en los UK Singles Chart. En Suiza la canción debutó en el número uno, convirtiéndose en su segundo éxito entre los 10 primeros, y también alcanzó el número uno en Venezuela, Austria, la región de Valonia de Bélgica, Venezuela y Turquía. 
En los Estados Unidos el tema hizo su primera aparición en los Bubbling Under Hot 100 Singles donde alcanzó la segunda posición. Más tarde debutó en el Billboard Hot 100 en el puesto 73. El tema alcanzó la posición 60 en los Pop 100. La canción pasó de la posición 86 a la posición 1 en el Billboard's European Hot 100 Singles.

## Video musical
El video, en el cual James camina en una calle de los años 70, refleja el tono nostálgico de la canción. 

## Lista de canciones
CD1
1. «1973»
2. «Dear Katie»

CD2
1. «1973»
2. «Annie» [Live from The Garden Shed]
3. «So Happy» [Single Version]
4. «1973» [CD-Rom Video]

Sencillo 7’’
1. «1973»
2. «So Happy»

Promo
1. «1973» (Radio Edit)

## Posicionamiento en listas
| Listas (2007–2008)                       | Máxima posición |
| ---------------------------------------- | --------------- |
| Alemania (Offizielle Deutsche Charts)    | 2               |
| Australia (ARIA)                         | 11              |
| Austria (Ö3 Austria Top 40)              | 1               |
| Bélgica (Flandes) (Ultratop 50)          | 3               |
| Bélgica (Valonia) (Ultratop 50)          | 1               |
| Canadá (Canadian Hot 100)                | 13              |
| Dinamarca (Tracklisten)                  | 9               |
| Escocia (Scottish Singles Sales Chart)   | 3               |
| Estados Unidos (Billboard Hot 100)       | 73              |
| Estados Unidos (Adult Alternative Songs) | 5               |
| Estados Unidos (Adult Top 40)            | 18              |
| Estados Unidos (Bubbling Under Hot 100)  | 2               |
| Estados Unidos Pop 100 (Billboard)       | 60              |
| Europa (Euro Digital Tracks)             | 1               |
| Finlandia (OFC)                          | 11              |
| Hungría (Rádiós Top 40)                  | 11              |
| Irlanda (IRMA)                           | 5               |
| Italia (FIMI)                            | 2               |
| Nueva Zelanda (Recorded Music NZ)        | 9               |
| Noruega (VG-lista)                       | 7               |
| Países Bajos (Dutch Top 40)              | 8               |
| Países Bajos (Mega Single Top 100)       | 3               |
| Polonia (Polish Airplay Charts)          | 3               |
| Reino Unido (UK Singles Chart)           | 4               |
| República Checa (Rádio Top 100)          | 6               |
| Rumania (Romanian Top 100)               | 21              |
| Suecia (Sverigetopplistan)               | 7               |
| Suiza (Schweizer Hitparade)              | 1               |
| Turquía (Top 20 Chart)                   | 1               |
| Venezuela (Pop Rock Record Report)       | 1               |

| Predecesor: "The way I are" de Timbaland con Keri Hilson | Euro 200 - Sencillo No. 1 7 de octubre de 2007 - 14 de octubre de 2007    | Sucesor: "Beautiful girls" de Sean Kingston |
| Predecesor: "Beautiful girls" de Sean Kingston           | Euro 200 - Sencillo No. 1 21 de octubre de 2007 - 11 de noviembre de 2007 | Sucesor: "Gimme More" de Britney Spears     |